# Pallavolo Sirio Perugia
Pallavolo Sirio Perugia war ein italienischer Frauen-Volleyballverein aus Perugia (Region Umbrien), der in der italienischen Serie A spielte.

## Geschichte
Pallavolo Sirio Perugia wurde 1970 gegründet und spielte seit 1996 in der höchsten italienischen Spielklasse „Serie A1“. Dabei spielten die Frauen ständig in der Spitzengruppe mit und wurden 2003, 2005 und 2007 Italienischer Meister. Hinzu kamen fünf italienische Pokalsiege (1992, 1999, 2003, 2005 und 2007). Auch in Europa war Pallavolo Sirio Perugia ein Spitzenteam. So gewann man 2000 den Europapokal der Pokalsieger, 2005 und 2007 den CEV-Pokal und wurde 2006 und 2008 Champions-League-Sieger. In den letzten Jahren trat die Mannschaft unter den Sponsornamen „Colussi Sirio Perugia“ und „Despar Sirio Perugia“ an. 2011 wurde der Verein wegen finanzieller Schwierigkeiten aufgelöst.

## Bekannte Spielerinnen
- Taismary Agüero (2001–2005)
- Guendalina Buffon (1989–1993)
- Mirka Francia (2000–2008)
- Simona Gioli (2002–2008)
- Antonella Del Core (2006–2008)
- Paola Croce (2001–2004)
- Elisa Togut (2008–2009)
- Dorota Swieniewicz (1997–2006)
- Irina Kirillowa (2001–2004)
- Hélia Souza (2004–2007)
- Walewska Oliveira (2004–2007)
- Nancy Metcalf (2003–2004)
- Susanne Lahme (1999–2001)
- Hanka Pachale (2007–2008)
- Kathleen Weiß (2009–2010)
- Antonina Setowa (2005–2007/2009–2010)
- Neli Marinova (2007–2008)
- Regla Torres (1998–2000)
- Regla Bell (1998–2000)
- Yang Hao (2008–2009)